# Pasecká lípa
Pasecká lípa je památný strom v zaniklé obci Paseka v okrese Sokolov v Karlovarském kraji ve Slavkovském lese. Mohutná lípa malolistá (Tilia cordata) roste v místě zaniklé obce Paseka, 430 m severovýchodně od Paseckého vrchu u okraje lesní cesty z Paseky do obce Březová v nadmořské výšce 700 m. Koruna vejcovitého tvaru sahá do výšky 26 m, obvod kmene měří 417 cm (měření 2008). Lípa zarůstá náletovými dřevinami. 
Chráněna je od roku 2008 jako esteticky zajímavý a historicky důležitý strom.

## Stromy v okolí
- Lípa na Paseckém vrchu
- Dub na Novině
- Douglaska Na pile

## Fotogalerie

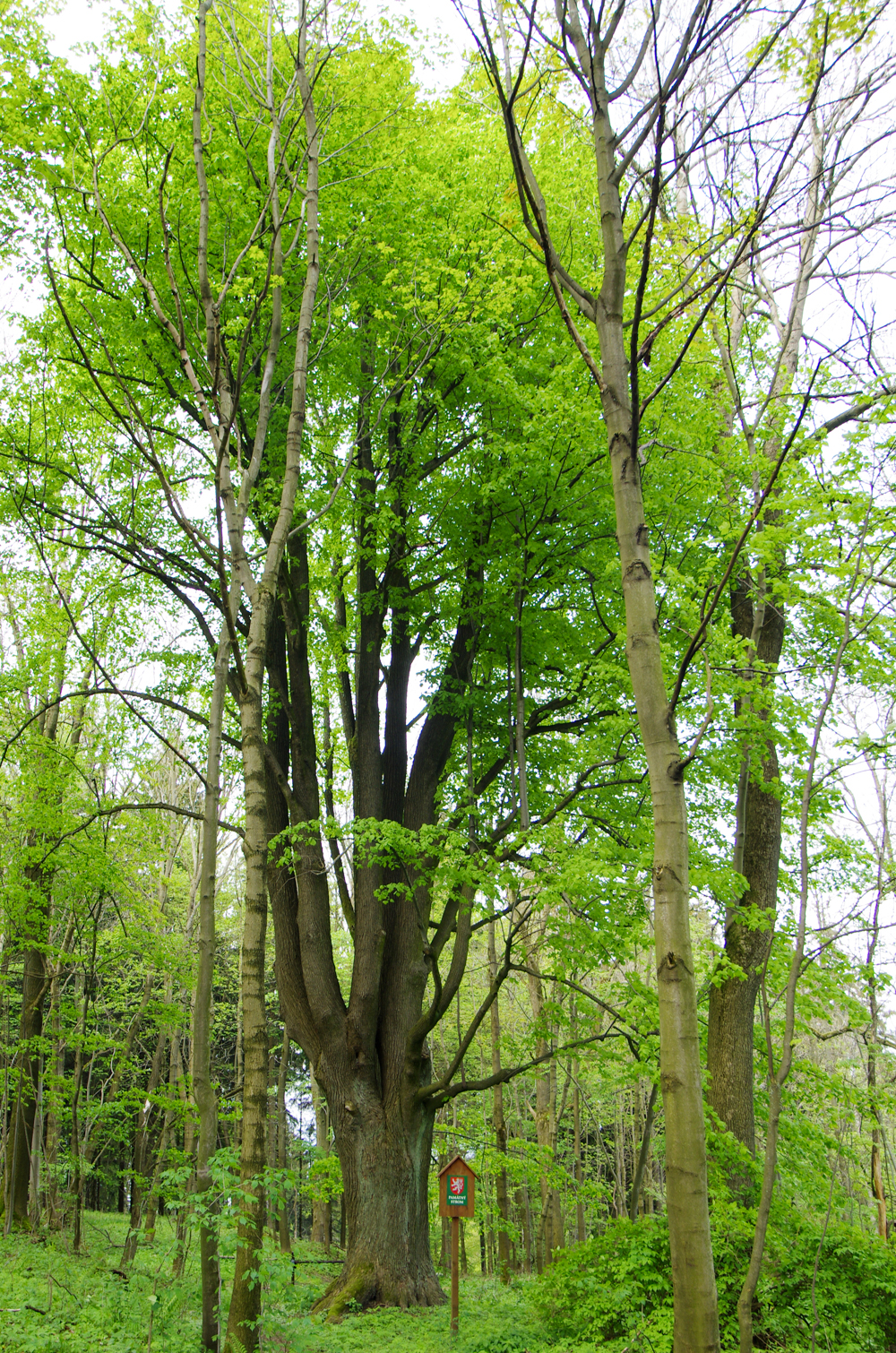
v květnu 2014
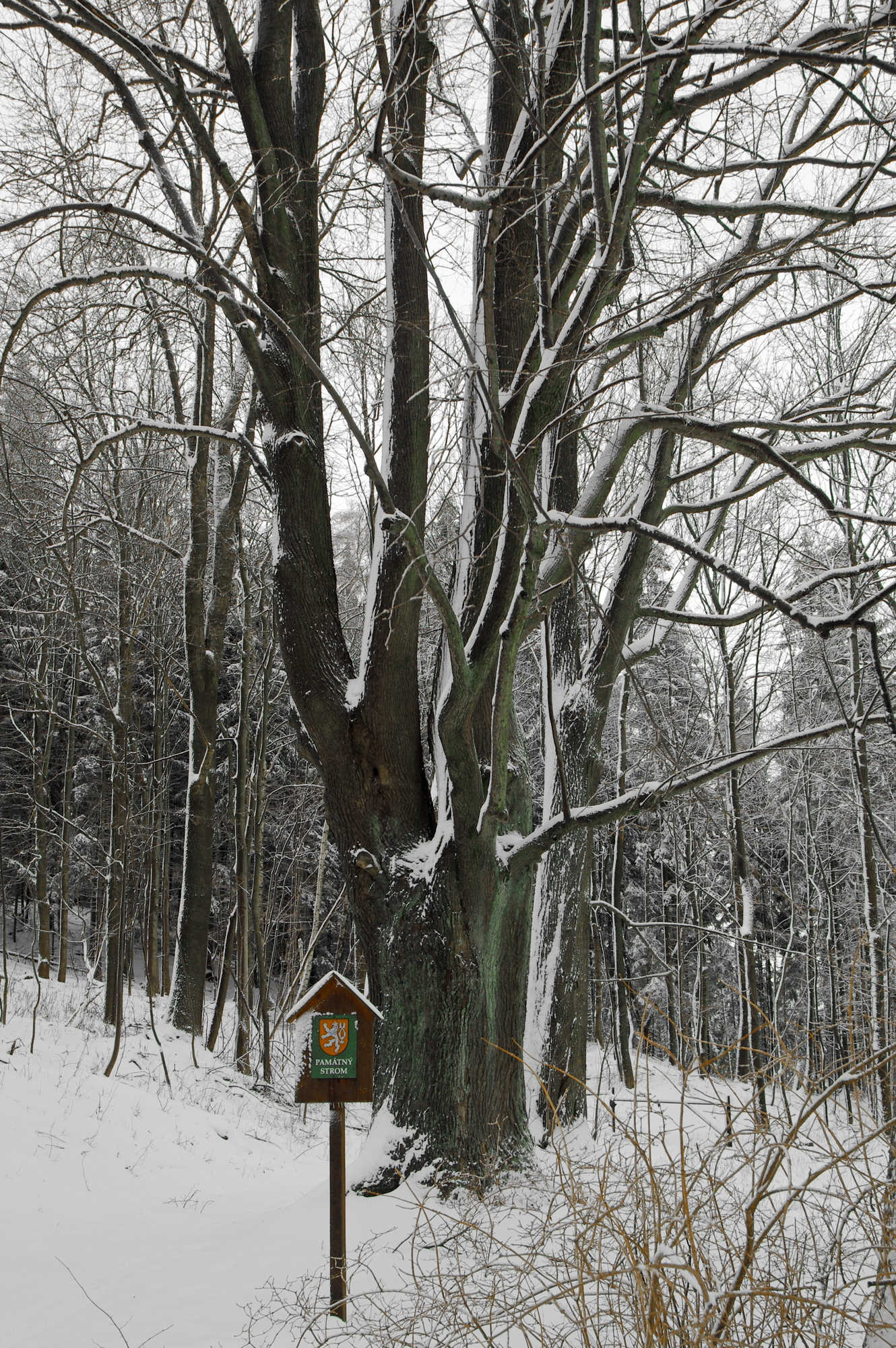
lednu 2015
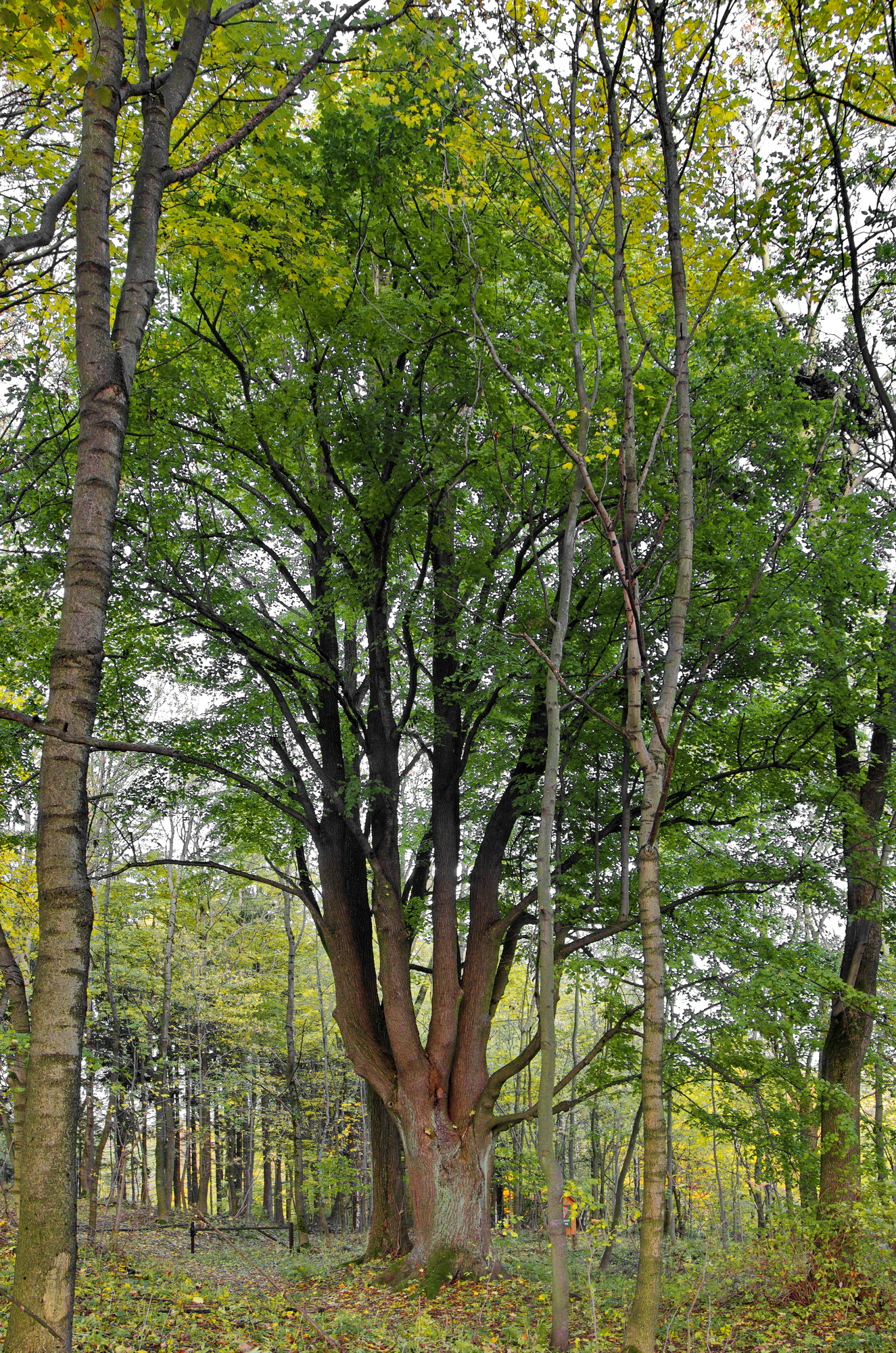
v říjnu 2015